# Society for the Promotion of Byzantine Studies
Society for the Promotion of Byzantine Studies – towarzystwo naukowe założona w 1983 roku.

## Cele i działalność
Zgodnie ze statutem zostało założone „z celem wspierania badań i wiedzy na temat historii i kultury, języka i literatury Bizancjum i jego sąsiedzi”. Jest afiliowane jako brytyjski komitet bizantynologiczny przy Association Internationale des Etudes Byzantines. Organem towarzystwa jest „Bulletin of British Byzantine Studies”.